# 丰田短期大学
丰田短期大学（日语：／ Toyota Tanki Daigaku *），简称丰短或JCT，是过去一所位于日本爱知县丰田市的私立短期大学。

## 概要

### 简介
- 学校最早可以追溯到1903年[1]。短期大学为于1990年开办[1]、由学校法人樱花学园经营。招収只女学生从开办、招生到1997年、停办于1999年。

### 历史
- 1990年 丰田短期大学成立并同时设置两个学科、以下列举[1]。
  - 人类关系学科[注 1]
  - 日本文化学科
- 1997年 招生最后、次年停止招生（正式停办于1999年12月22日[2]）。

## 学校环境
- 校区：在了爱知县丰田市

## 历任校长
- 相川高雄：第一代短期大学校长[3]。

## 组织

### 学科
- 人类关系学科[注 1]
- 日本文化学科

### 专科
| - 没有 |

### 业余课程
| - 没有 |

## 相关链接
- 日本短期大学列表
- 名古屋短期大学